# Ramón Risueño Catalán
Ramón Risueño Catalán (Valencia, 1900-Madrid, 11 de agosto de 1975) fue un político y notario español. «Camisa vieja» de Falange, ejerció como gobernador civil de Córdoba entre 1942 y 1943.

## Biografía
Nació en Valencia en 1900. Realizó estudios de derecho por la Universidad Central de Madrid. «Camisa vieja» de Falange, tras el estallido de la Guerra civil se unió al bando sublevado y durante la contienda llegó a combatir integrado en una bandera de Falange. Tras la guerra ejerció como notario en Málaga, hasta 1942.
En noviembre de 1942 fue nombrado gobernador civil de Córdoba. Durante su mandato fue un personaje popular y llegó disfrutar de una imagen positiva entre la población local. Sería cesado de todos sus cargos en octubre de 1943, al parecer tras un incidente ocurrido durante la visita de Franco a la ciudad. No volvería a desempeñar ningún cargo de carácter político, volviendo a su anterior trabajo como notario. Falleció en Madrid el 11 de agosto de 1975.